# 夏商周断代工程
夏商周断代工程是一个以自然科学与人文社会科学相结合的方法来研究中国历史上夏、商、西周三个历史时期的年代学的科学研究项目，是一个多学科交叉联合攻关的系统工程。该工程是中华人民共和国“九五计划”中的一项中国国家重点科技攻关项目。该工程正式启动于1996年5月16日，2000年9月15日通过中華人民共和國验收。工程成果报告简本发表后，其结论和方法引起国内外学术界的不少质疑，最终的报告繁本（《夏商周断代工程报告》）在2022年出版。

## 工程介绍

### 背景
中华文明具有悠久的历史，然而真正有文献记载年代的「信史」却开始于西周共和元年（西元前841年），此前的历史年代都是模糊不清的。司马迁在《史记》裡说过，他看过有关黄帝以来的许多文献，虽然其中也有年代记载，但这些年代都十分模糊而又不一致，所以他便弃而不用，在《史記·三代世表》中仅记录了夏商周各王的世系而无具体在位年代。因此共和元年以前的中国历史，事實上一直没有一个公认的年表。第一个对共和元年以前中国历史的年代学作系统研究工作的学者是西汉晚期的刘歆。刘歆的推算和研究结果体现在他撰写的《世经》中，《世经》的主要内容后被收录于《汉书·律历志》。从刘歆以后一直到清代中叶，又有许多学者对共和元年以前中国历史的年代进行了推算和研究。这些工作都有一定的局限性，因为所用的文献，基本上不超过司马迁在西元前2世紀所见到的文献，所以很难有所突破。晚清以后情况有些变化，学者开始根据青铜器的铭文作年代学研究，这就扩大了资料的来源。1899年甲骨文的发现又为年代学研究提供了新的材料来源。进入20世纪后，中国考古学的发展又为研究夏商周年代学积累了大量的材料。

### 立项过程
1995年秋，国家科委（今中华人民共和国科技部）主任宋健邀请在北京的部分学者召开座谈会，会上宋健提出并与大家讨论建立夏商周断代工程这一设想。1995年底国务院召开会议，成立了夏商周断代工程的领导小组，领导小组由国家科委、中国国家自然科学基金会、科学院、社科院、国家教委（今教育部）、国家文物局、中国科协共七个单位的领导组成，会议聘请了历史学家李学勤、碳-14专家仇士华、考古学家李伯谦、天文学家席泽宗作为工程的首席科学家。1996年春，夏商周断代工程组织了一个由不同学科的21位专家形成的专家组，并拟定了夏商周断代工程可行性论证报告。可行性论证报告在1996年5月得到了通过。1996年5月16日国务院召开了会议正式宣布夏商周断代工程开始启动。这一科研项目，涉及历史学、考古学、天文学、科技测年等学科，共分9个课题，44个专题，直接参与的专家学者达200人。

### 工程目标
- 以半信史時代（夏朝～西周共和元年前）的年代考據為目標：
- 為西周共和元年（公元前841年）以前西周諸王，提出較準確的在位年代。
- 為商代后期武丁以下各王，提出較准确的在位年代。
- 為商代前期，提出較基本的年代框架。
- 為夏代提出基本的年代框架。

### 研究课题
1. 有关夏商周年代、天象、都城文献的整理及可信性研究
2. 夏商周天文年代学综合性问题研究
3. 夏代年代学研究
4. 商代前期年代学研究
5. 商代后期年代学研究
6. 武王伐纣年代的研究
7. 西周列王的年代学研究
8. 碳-14测年技术的改进与研究
9. 夏商周年代研究的综合与总结

### 研究方法
夏商周断代工程对传世的古代文献和出土的甲骨文、金文等材料进行了搜集、整理、鉴定和研究；对其中有关的天文现象和历法记录通过现代天文学给予计算从而推定其年代；同时对有典型意义的考古遗址和墓葬材料进行了整理和分期研究，并进行了必要的发掘，获取样品后进行碳-14测年。

## 结论与意义
2000年11月9日夏商周断代工程正式公布了《夏商周断代工程1996—2000年阶段成果报告：简本》，其中包括《夏商周年表》。《夏商周年表》定夏朝约开始于前2070年，夏商分界大约在公元前1600年（有學者列出更具體年代為公元前1556年，但仍有爭議）；盘庚迁都约在公元前1300年，商周分界（武王伐纣之年）定为公元前1046年。依据武王伐纣之年和懿王的元年的确立，建立了商王武丁以来的年表和西周诸王年表。如果该工程結論順利為學術界接納的话，将为研究中国古代文明的起源和发展提出一个全新的歷史新年表。
然而，在2003年8月底召开的讨论《繁本》的专家会议上，不少与会学者采取了慎重的态度，他们要求对每个学术上有争论的问题都應列出各种不同之意见，由于学者们的这一主张，已大致写好的《繁本》未能获得通过。不過以考古學的研究態度來說，学者們这样的态度是合理而負責的要求，符合学术规范。今后会有更多的文物出现，支持或否定夏商周断代工程的结论。
《繁本》原稿在2005—2016年阶段经过持续补充修订，2017年交给出版社。2022年6月，《夏商周断代工程报告》由科学出版社出版。据出版简介，《夏商周断代工程报告》是对“夏商周断代工程”9大课题、44个专题研究的综合与总结，是在《简本》的框架和结论的基础上编写修订而成，较为全面系统地反映了“夏商周断代工程”的实施和研究过程、取得的成果和结题后的重要新进展。

## 学术争论
Douglas J. Keenan在《東亞歷史》（East Asian History）上發表文章質疑周懿王元年天再旦是西元前899年。张立东在《面对面的对话—“夏商周断代工程”的美国之旅》中记载在美国亲耳听到仇士华承认国内的碳-14年代鉴定结果有疑问，但是仇士华否认这一观点。
夏含夷指出夏商周斷代工程《簡本》對夏代和商代前期只提供一種概括的框架，對商代後期則提供絕對年代」，但承認這些年代不一定精確。對於「西周時代卻完全不同，從武王克商至幽王卒於驪山之下，對西周十二個國王在位年代都提供了絕對年代」，他指出新出土西周青銅器證明該年表含有許多問題，並且以成王、穆王、厲王和宣王諸王在位年代證據論證年表的具體錯誤，並稱「《簡本》的年代體系完全站不住腳，不但不能體現當時的水準，也不能做將來再進一步研究的基礎」。